# Trendelbusch
Trendelbusch war ein Wohnplatz im Landkreis Helmstedt (Niedersachsen), 1 km südöstlich von Runstedt. Trendelbusch befand sich an der Straße von Helmstedt nach Schöningen, ungefähr mittig zwischen diesen beiden Städten gelegen, und gehörte zu den Gemeinden Runstedt und Neu Büddenstedt. Er musste Ende der 1950er Jahre dem Braunkohletagebau weichen.
In Trendelbusch befand sich von 1857 bis 1926 eine gleichnamige Zuckerfabrik und von 1893 bis 1959 eine gleichnamige Brikettfabrik. Beide Fabriken nutzten die aus dem benachbarten Bergbau stammende Braunkohle. Am 7. März 1959 wurde in der Brikettfabrik Trendelbusch die letzte Schicht gefahren.
Trendelbusch ist auch der Name eines von 1874 bis 1916 in Betrieb befindlichen Tagebaues im Helmstedter Braunkohlerevier.